# إديسون لويز دوس سانتوس
إديسون لويز دوس سانتوس (مواليد 9 ديسمبر 1985) لاعب كرة قدم برازيلي يلعب كمهاجم.
لعب سابقاً مع نادي الباطن ونادي الرائد ونادي الشعلة .

## روابط خارجية
- إديسون لويز دوس سانتوس على موقع دوري كوريا الجنوبية (الإنجليزية)
- إديسون لويز دوس سانتوس على موقع قاعدة بيانات كرة القدم.إي يو (الإنجليزية)
- إديسون لويز دوس سانتوس على موقع Soccerway.com (الإنجليزية)
- إديسون لويز دوس سانتوس